# Billet de 20 francs congolais
Recto
Verso
Chronologie
Billet 10FC Billet 50FC
Le billet de 20 francs congolais est une unité de monnaie ayant été émise par la BCC dans le cadre du système monétaire en République démocratique du Congo (RDC). Cette coupure fait partie de la série de billets congolais conçus pour faciliter les transactions quotidiennes dans le pays. Cependant, le billet de 20 francs congolais n’est plus utilisé aujourd'hui en raison de plusieurs facteurs économiques et pratiques.

## Historique
Le franc congolais a été introduit en 1998 pour remplacer le zaïre, après la chute du régime de Mobutu Sese Seko et les bouleversements économiques qui s’ensuivirent. La Banque centrale du Congo (BCC), responsable de l’émission et de la gestion de la monnaie congolaise, met en circulation des billets de faible valeur, comme celui de 20 francs. Ce billet a été conçu pour faciliter les petites transactions dans les marchés, boutiques, taxis…, tandis que les billets de plus grande valeur sont davantage utilisés pour des achats plus importants,.

## Caractéristiques
Le billet de 20 francs congolais présente des caractéristiques distinctives et facilement reconnaissables. La conception du billet reflète des éléments culturels, historiques et géographiques propres à la RDC tels que en recto on perçoit l’image d’une tête d’un lion et en verso du billet on peut voir une mère lionne assise avec un lionceau, comme des motifs inspirés de la faune et de la flore locales. Les couleurs et les symboles choisis mettent en valeur l'identité nationale du Congo. Bien que des variations existent selon les années et les séries d'impression, chaque billet contient des éléments de sécurité standard pour prévenir la contrefaçon, tels que des filigranes et des micro-impressions,.

## Utilisation et valeur
Dans le contexte actuel, le billet de 20 francs congolais n’est plus utilisé dans les transactions en raison de sa faible valeur d'achat. Avec la dépréciation continue de la monnaie congolaise, ce billet ne permettait plus d'acquérir des biens ou services essentiels, et son usage était devenu marginal. Les Congolais tendent désormais à privilégier les billets de plus grande valeur, tels que ceux de 500, 1 000, 5 000, 10 000 ou même 20 000 francs congolais, qui sont plus adaptés à la réalité économique actuel du pays, .

### Disparition
Depuis plusieurs années, la Banque Centrale du Congo n’a plus faite la production de billets de 20 francs congolais en raison de leur faible utilité dans les échanges quotidiens. En conséquence, ce billet est complètement retiré de la circulation il y a plusieurs décennies passées. Sa disparition progressive s'inscrit dans une tendance plus large d'abandon des petites coupures, qui ont été remplacées par des billets de plus grande dénomination ou par des pièces de monnaie, là où elles sont disponibles,.